# Comuna Husteanka, Burîn
Husteanka (în ucraineană Хустянка) este o comună în raionul Burîn, regiunea Sumî, Ucraina, formată din satele Harcenkî, Husteanka (reședința), Iarove și Șkumatove.

## Demografie
Componența lingvistică a comunei Husteanka
     Ucraineană (98,31%)
     Rusă (1,36%)
Conform recensământului din 2001, majoritatea populației comunei Husteanka era vorbitoare de ucraineană (98,31%), existând în minoritate și vorbitori de rusă (1,36%).